# Passader See
Passader See – jezioro w Niemczech, w kraju związkowym Szlezwik-Holsztyn. Powierzchnia tego jeziora wynosi 2,7 km².